# Euphylidorea aperta
Euphylidorea aperta là một loài ruồi trong họ Limoniidae. Chúng phân bố ở miền Cổ bắc.